# Rojetín
Rojetín település Csehországban, a Brno-vidéki járásban. Rojetín Borovník, Vratislávka, Žďárec, Vidonín, Níhov, Lubné és Rozseč településekkel határos. Lakosainak száma 83 fő (2024. január 1.).

## Népesség
A település lakosságának változását az alábbi diagram mutatja:
| Lakosok száma | 217  | 257  | 250  | 163  | 108  | 67   | 73   | 76   | 78   | 83   |
|               | 1869 | 1900 | 1921 | 1961 | 1980 | 2011 | 2016 | 2019 | 2021 | 2024 |